# 須知分
須知分（英語：Durham White Stevens；1851年—1908年），亦名須知芬、須集雲，美國外交官，會講拉丁語、希臘語、德語、法語和日語。曾經在日本外務省工作，并在韓國與日本簽訂《第一次韓日協約》後，作爲日人選派的顧問進入韓國外交部門作爲顧問官任職。1908年在加州爲兩名在美韩侨暗殺。

## 生涯
須知分在美國華盛頓哥倫比亞特區長大，在歐柏林學院讀書，并于1871年畢業。他在1873年十月進入美國務院供職。美國總統格蘭特隨後命令他進入東京的美國駐日公使館工作。
1883年十一月，日本政府雇傭須知分爲日本駐美國外交官邸的英文秘書。1884年，他進入日本本土供職，并在1884-85年陪同外相井上馨出訪韓國。在那裏他與韓人談判關於數名在韓國被暗殺的日本僑民之權益。日皇明治在他回到日本後，授予了他勳三等旭日章。
甲午戰爭爆發後，正在日駐美使館工作的須知分在《北美評論》（North American Reviews）撰文爲日軍辯護，并表示“腐朽的中國”使韓國無法發展，而日本可以使韓國進入現代化改革。
在1901年和1902年，他兩次到訪夏威夷，并爲當地日僑爭取權益。
1904年，須知分被日本政府推薦至韓國外交部爲顧問官，并在任職期間不斷將韓政府機密泄露給日人。1906年，須知分與日本駐韓國統監府官員木内重四郎打賭日本會多久吞併韓國，木内認爲會是三年以内，而須知分則認爲是五年。

## 暗殺
1908年三月，須知分到達舊金山，并對當地媒體表示韓國“宮内失德”、“人民愚昧”，故而無獨立資格，宜爲日本統治。激起當地韓僑社群的憤慨。先有獨立協會的鄭在寬等十餘人在費爾蒙特酒店與其發生口角後，以桌椅擊之。後有漢城（現首爾）出身的田明雲和平壤出身的張仁煥（兩人事先并不相識，是在現場偶然遇見）以手槍將須知分擊殺在舊金山港。
須知分身中兩彈，雖然被旁人送至醫院，卻在翌日因傷重而死去。張仁煥因射出致死的子彈而被判十五年監禁；而田明雲則被釋放。
在日韓的美國僑民均爲須知分的死亡憤慨，耶魯大學教授喬治·T·拉德在《紐約時報》登文，稱此舉爲“令人震異的卑劣蠻行”，并稱韓人爲“嗜血種族”。相反，韓人社群則爲兩人的行動大爲鼓舞，并稱兩人爲義士。